# Telekom Srbija
Telekom Srbija (srp. Телеком Србија) je srpski telekomunikacijski operater sa sjedištem u Beogradu. Tvrtka pruža usluge fiksnih, mobilnih i internet telekomunikacija u Srbiji, Crnoj Gori i BiH.
Tvrtka je osnovana u lipnju 1997. kao dioničko društvo te je vodeća članica grupe Telekom Srbija.
Prema godišnjem financijskom izvješću, tvrtka ima 8367 zaposlenih te je u 2023. godini. ostvarila dobit od 291,3 milijuna eura.
2012. je grčki telekomunikacijski operater OTE prodao vlastitih 20% udjela u Telekom Srbiji natrag samoj tvrtki za 380 milijuna eura.
3. svibnja 2012. srpska Vlada je prenijela vlasništvo od 6,96% dionica Telekoma Srbije zaposlenicima tog operatera, a 15% građanima Srbije. Danas Vlada Srbije posjeduje 78,04% nacionalnog pružatelja telekomunikacijskih usluga. Također, Vlada ima i pravo na "zlatnu akciju", odnosno mogućnost na stavljanja veta na sve važne strateške odluke upravnog odbora.
Telekom Srbija u svojem većinskom vlasništvu ima i telekomunikacijske operatere kao što su Telekom Srpske i M:tel CG.

## Usluge
Telekom Srbija na tržištu nudi sljedeće usluge:
- mobilna telefonija – široka paleta ponuda za privatne i poslovne korisnike a najnovija je 4G mreža, najavljeno je i uvodjenje 5G mreže.
- fiksna telefonija – poduzeće je do siječnja 2010. imalo monopol u Srbiji u ovom vidu poslovanja. Tada na srpsko tržište dolazi Telenor Srbija (srpska podružnica norveškog Telenora) koji postaje drugi operater fiksne telefonije u zemlji.[4]
- televizijski kanali – vlasnik kabelskih sportskih kanala Arena sport.[5]
- web portali
  - Sve na klik – web stranica preko koje se može gledati televizijski program u Srbiji i inozemstvu. Za sada je dostupno 15 nacionalnih kanala (zabavni, informativni, glazbeni, filmski i sportski).[6]
  - Mondo – informativni portal s vijestima (političke vijesti iz zemlje i inozemstva, vijesti iz svijeta sporta, zabave, intervjui i sl.).

## Poslovanje na stranim tržištima

### Hrvatska
Telekom Srbija u Hrvatskoj emitira desetak kabelskih kanala Arena Sport.

### Bosna i Hercegovina
Putem javnog natječaja tvrtka je postala većinskim vlasnikom BiH telekomunikacijskog operatera Telekom Srpske za 646 milijuna eura. Za tamošnje tržište Telekom Srbija emitira kabelske kanale Arena Sport.

### Crna Gora
Telekom Srbija je s radom na crnogorskom tržištu započela 16. srpnja 2007. nakon što je tvrtka dobila dozvolu za rad kao treći mobilni operater u zemlji. Podružnica je dobila ime M:tel CG te je u 51%–tnom vlasništvu Telekoma Srbije. Također, srpski operater u Crnoj Gori prikazuje i sportske kanale Arena Sport.

## Vanjske poveznice
- Službena web stranica operatera  Arhivirana inačica izvorne stranice od 16. studenoga 2012. (Wayback Machine)